# ОШ „Станко Ракита” Врбања
ОШ „Станко Ракита” једна је од основних школа у Бањој Луци. Налази се у улици Јове Г. Поповића 9 у Врбањи. Назив је добила по српском пјеснику и учитељу Станку Ракиту који је у овој школи провео преко тридесет година.

## Историјат
Основна школа „Станко Ракита” је основана 1920. године у насељу Врбања. Радила је у згради мејтефа, а настава је извођена у једној учионици. Касније је дограђена још једна учионица и стан за учитеља. Од 1930. године у њеном саставу су биле петогодишња школа у Дебељаци и подручно одјељење у Пониру, угашено 1981. У току Другог свјетског рата је често прекидала рад, а 1945. је поново отворена. Године 1961. је формиран пети разред. Од 1962—1963. је радила као осмогодишња под именом ОШ „Ајша Карабеговић”, похађало ју је петстото десет ученика. Исте године је пресељена у проширен и адаптиран објекат бившег Задружног дома и ту је радила до земљотреса 1969. када је седамсто педесет ученика и тридесет и осам наставника евакуисано у Требиње. По повратку, настава је организована у адаптираним жељезничким вагонима, а новембра 1970. је завршен нови школски објекат, поклон тадашње Социјалистичке Републике Словеније. Одлуком Министарства просвјете и културе Републике Српске, 25. априла 1993. школа мијења назив у данашњи, Основна школа „Станко Ракита”. Школске 2015—2016. је имала четиристо осамдесет и пет ученика, четрдесет и три наставника и по једног вјероучитеља православне, исламске и католичке вјеронауке. Централна школа има библиотеку и спортску салу.